# Алфреда Марковска
Алфреда Нончија Марковска (пољ. Alfreda Noncia Markowska; Станиславов, 10. мај 1926 – Гожов Вјелкополски, 30. јануар 2021) била је пољска Ромкиња која за вријеме Другог свјетског рата спасила око педесет јеврејске и ромске дјеце од смрти током Холокауста и Порајмоса укључујући и познатог ромског пјесника Карола Парно Гјерлињског. Називана је и "Рома Сендлер", прва је ромкиња која је добила Орден реституције Пољске

## Биографија
Алфреда, ћерка Јана и Аделе Чојначкич рођена 1926. у лутајућем пољском ромском каравану у области око Станиславова, у области Креси у Другој Пољској Републици. Отац јој је био одгајивач коња и трговац, мајка је била гатара и домаћица која се бринула за дјецу. Инвазија нацистичке Њемачке 1939. на Пољску затекла ју је у Лавову. Након што је Совјетски Савез такође напао Пољску као дио споразума Молотов-Рибентроп између Стаљина и Хитлера, њен караван се преселио у њемачки дио окупиране Пољске. Нијемци су 1941. побили караван (65 до 85 људи), укључујићи и њене родитеље, браћу и сестре у масакру у близини Бјале Подласке. Марковска је једина преживјела, и наредних неколико дана лутала је по оближњим шумама покушавајући пронаћи масовну гробницу у којој је сахрањена њена породица. На дан масакра она је лутала околним селима како би набавила храну. Спасила ју је локална сељанка која ју је упозорила и сакрила у шупу. Одлази у Розвадов, важног жељезничког чворишта у то вријеме, гдје је био логор за Роме који су били присиљени да раде на жељезници. Тамо је 1942. упознала и удала се за Јана Марковског. Приликом посјете Станиславову су ухапшени у уличној рацији и предани Нијемцима, али су успјели побјећи. Потом су били приморани да се преселу у ромски гето у Лублин, а затим су пребачени у Лођ и Белзец, одакле су побјегли, а затим се вратили у Розвадов. Алфреда успијева да се запосли на жељезници и добија кенкарту и потврду о раду који је био користан за Нацистичка Немачка који јој је пружао извјесну заштиту од даљих хапшења.
Њемачки возови који су превозили људе до логора смрти Аушвиц-Биркенау и Белзец стајали су у Розвадову. Тада су радници износили тијела преминулих, а преживјелим је дозвољавано да добију мало воде. Алфредда је у тим приликама успијевала да из вагона криомице извлачи малу дјецу, међу којима је био и трогодишњи Карол Парно, којег је његова мајка дала Алфреди. Алфреда је била увјерена да ни она сама неће преживјети рат, па је кренула да спашава ромску и јеврејску дјецу из транспорта за логоре. Када је чула за локалне масакре одлазила је тамо и тражила скривену дјецу која су успјела да преживе. Проналазила им је скровишта, давала лажна документа, налазила им дом код њихових рођака или хранитељских породица, чак их је и скривала у логору Розвадов међу својом дјецом. Процјењује се да је захваљујући њеним активностима спашено најмање педесеторо дјеце (Како је била неписмена није могла да води евиденцију о спашеој дјеци).
Алфреда је сама подизала по неколико спашене дјеце. Да би их издржавала и хранила, радила је, гатала и молила. Имала је шесторо сопствене дјеце - пет ћерки и сина. Након што је Црвена армија започела ослобађање области око Лублина прошириле су се гласине да се млади Роми насилно регрутују у војску. Алфреда Марковска одлучује да побјегне на запад са мужем и свом дјецом под њеном бригом. Направила је свој караван и потом одлазе прво у оклину Легњице, а потом и у околину Гдањска. Током овог путовања је такође примала и хранила њемачку ратну сирочад која су лутала по шумама. Након рата прво је неколико година живјела у Гдањску, а онда је са својим каравасном се преселила у околину Познања. Њен Супруг, Јан Марковски, је од свога брата изучио занат котлара и тако је издржавао породицу, а Алфреда је повремено гатала и продавала материјал и одјећу по селима. Караван је лутао Великопољском све до 1964. када су комунистичке власти објавиле програм добровољног или принудног насељавања Рома. Породица се преселила на купљено имање у Прзезмиерово код Познања. Јан је почео да калаише котлове за оближњу мљекару. Због лоших услова рада, борио се са болешћу плућа од које је преминуо 1978. године. Након његове смрти, Алфреда се преселила код своје дјеце у Гожов Вјелкополски. Борила се са тешким материјалним стањем, имала је малу пензију и никада није добила надокнаду за принудни рад током рата. Била је болесна, између осталог боловала је од дијабетеса и артеросклерозе, али је и даље активно учествовала у културном животу Рома у Гожову. Открила је 2007. године споменик ромској пјесникињи Папуши која је некад живјела у њеној близини у Гожову Вјелкополском. Преминула је 30. јануара 2021.

## Почасти
Предсједник Пољске Лех Качињски ју је 2. октобра 2006. године, одликовао за херојство и изузетну храброст, за посебна достигнућа у спашавању људских живота, одликовао Орденом реституције Пољске, II степена односно Командирским крстом са звијездом. Документарни филм Puri Daj (старица на ромском) у режији Агњешке Арнолд, био је посвећен Алфреди Марковској. Њену биографију под називом Na dzia doj Romnije ("Не иди тамо, Циганко" на ромском) приредила је Halina Elżbieta Daszkiewicz У оквиру пројекта "Ромарајзинг" фотографисао ју је Чад Еванс Вајт. Породични ресторан у Гожову Вјелкополском носи назив "Код баке Нончи".